# Вьесте
Вьесте, иногда неправильно Виесте (итал. Vieste) — город и коммуна в провинции Фоджа в регионе Апулия на юго-востоке Италии. Морской курорт в исторической области Гаргано. Неоднократно отмечался премией «Голубой флаг» Фонда экологического образования за чистоту окружающих вод.
До конца XX века экономика Вьесте основывалась на рыболовстве и сельском хозяйстве. В начале XXI века с развитием туризма в Вьесте построены отели и кемпинги, что изменило внешний вид города, и повлияло на его экономику.
Покровительницей коммуны почитается Пресвятая Богородица, празднование 9 мая.

## География
Водно-ветровая эрозия образовала в известняковых прибрежных скалах гроты и арки. Из-за крутизны прибрежных утёсов некоторые из наиболее живописных мест достижимы только по морю.

## Экономика
Ранее основу экономики Вьесты составляли рыболовство и сельское хозяйство. В XXI веке туризм с гостиницами, курортами и кемпингами значительно преобразовал экономику и образ жизни города.

## Достопримечательности
- «Пиццомунно» — вертикальный скалистый монолит, возвышающийся на 25 м над Замковым побережьем (Spiaggia del Castello).
- Музео-Чивико — исторический музей с коллекцией доримского периода на территории современной Италии.
- Замок треугольной формы с бастионами.
- Собор в апулийском псевдороманском стиле. Колокольня перестроена в XVIII веке в стиле барокко.
- Маяк Вьесте (фр.)

## Фотографии
- Старинные здания на побережье Вьесте
- Старый город. Собор во имя Успения Пресвятой Девы Марии.
- Эрозия береговой линии
- Пиццомунно